# Мовіліца (комуна, Яломіца)
Мовіліца (рум. Movilița) — комуна у повіті Яломіца в Румунії. До складу комуни входять такі села (дані про населення за 2002 рік):
- Біцина-Пеминтень (73 особи)
- Біцина-Унгурень (116 осіб)
- Мовіліца (2425 осіб) — адміністративний центр комуни

Комуна розташована на відстані 38 км на північний схід від Бухареста, 70 км на захід від Слобозії, 149 км на південний захід від Галаца, 131 км на південний схід від Брашова.

## Населення
За даними перепису населення 2002 року у комуні проживали 4816 осіб.
Національний склад населення комуни:
| Національність | Кількість осіб | Відсоток |
| -------------- | -------------- | -------- |
| румуни         | 4668           | 96,9%    |
| цигани         | 147            | 3,1%     |
| німці          | 1              | < 0,1%   |

Рідною мовою назвали:
| Мова      | Кількість осіб | Відсоток |
| --------- | -------------- | -------- |
| румунська | 4720           | 98,0%    |
| циганська | 96             | 2,0%     |

Склад населення комуни за віросповіданням:
| Релігія        | Кількість осіб | Відсоток |
| -------------- | -------------- | -------- |
| православні    | 4791           | 99,5%    |
| адвентисти     | 22             | 0,5%     |
| римо-католики  | 1              | < 0,1%   |
| греко-католики | 1              | < 0,1%   |

## Зовнішні посилання
- Дані про комуну Мовіліца на сайті Ghidul Primăriilor [Архівовано 15 червня 2012 у Wayback Machine.]